# 劉寅 (洪武進士)
劉寅，字拱辰，山西崞縣（今原平市）人，明朝初年官員。

## 生平
洪武三年，山西乡试中举。洪武四年（1371年），劉寅中式辛亥科吳伯宗榜進士。任兵部主事。累遷兵部侍郎，入鄉賢祠。劉寅善於經文史書，著作有《三略直解》，對黃老之學進行參校，比較異同。乾隆《崞縣誌》有傳。